# Avatha diehli
Avatha diehli är en fjärilsart som beskrevs av Kobes 1985. Avatha diehli ingår i släktet Avatha och familjen nattflyn. Inga underarter finns listade i Catalogue of Life.